# برنهارد ۲۶۴۳
سیارک ۲۶۴۳ (به انگلیسی: 2643 Bernhard، نامگذاری:1973SD) دو هزار و ششصد و چهل و سومین سیارک کشف شده‌است که در ۱۹ سپتامبر ۱۹۷۳ کشف شد.
قدر مطلق سیارک برابر ۱۵٫۰۰ است.